# NGC 5808
NGC 5808 (другие обозначения — NGC 5819, UGC 9609, ZWG 337.23, IRAS14540+7319, PGC 53251) — галактика в созвездии Малая Медведица.
Этот объект занесён в новый общий каталог несколько раз, с обозначениями NGC 5808, NGC 5819.
Галактика входит в число перечисленных в оригинальной редакции «Нового общего каталога».